# 乙酸铕
乙酸铕是铕的乙酸盐，化学式为Eu(CH3COO)3，可以以无水物、倍半水合物和四水合物的形式存在。其水合物分子为二聚体。

## 制备
乙酸铕可由乙酸和氧化铕在加热的条件下搅拌反应，加水稀释后结晶得到：
Eu2O3 + 6 CH3COOH → 2 Eu(CH3COO)3 + 3 H2O
金属铕也能直接参与反应：
2 Eu + 6 CH3COOH → 2 Eu(CH3COO)3 + 3 H2↑

## 化学性质
将乙酸铕溶解在水中，用乙酸酸化，通过电化学还原法可以得到二价铕的化合物[Eu(CH3COO)2(CH3COOH)(H2O)2]。
乙酸铕在过量的冰乙酸中结晶，可以得到酸式盐[Eu(H(CH3COO)2)3](H2O)。
乙酸盐受热可以分解，水合物先失水得到无水物，然后经过碱式乙酸盐EuOCH3COO、碱式碳酸盐Eu2O2CO3，最终得到氧化铕。